# 김태욱 (1993년)
김태욱(1993년 12월 22일 ~ )은 대한민국의 가수다. 2019년 정규 앨범 《내사랑트로트》로 데뷔했다.

## 방송
- 트롯신이 떴다 2 (2020) - Top12(9위)
- 나를알아줘 : 뽕카페 (2021)
- 헬로트로트 (2021) - Top77(67위)
- 미스터트롯2 - 새로운 전설의 시작 (2022) - Top119

## 음반
- 내사랑트로트 (2019)
- 내 사랑 트로트(2019 ver.) (2019)
- 트롯신이 떴다2-라스트찬스 5 Round Part.2 (2020)
- 땡큐 (2021)
- 보고싶어요 (2021)
- 2021.04.15. 싱글 《영텐입니다》마이진/채윤/강혜연/박민주/해수/안성훈/이도진/김중연/김태욱/남승민, 수록곡 〈영텐입니다〉영텐 (작사:제이티브이, 작곡:김정호, 편곡:방배동사람들, 장르:트로트, 발매사:오감엔터테인먼트, 기획사:JTV)

## 공연
- 2021.10.03. 《영텐 콘서트 - 전주》(전북대학교 삼성문화회관)